# 우왕묘
우왕묘(禑王墓)는 고려 제32대 우왕의 묘다. 강원도 강릉으로 추측하고 있으나 정확한 위치는 알 수 없다.